# Анджела Бассетт
А́нджела Евелі́н Ба́ссетт Венс (англ. Angela Evelyn Bassett Vance; нар. 16 серпня 1958) — американська акторка, режисерка, продюсерка та співачка. Бассетт отримала численні нагороди, в тому числі; три премії «Black Reel», дві премії «Золотий глобус», сім премій «NAACP Image» та премію Гільдії кіноакторів США, а також одну номінацію на «Оскар» і сім номінацій на «Еммі».
Анджела Бассетт почала свою акторську кар'єру в 1980-х роках, після закінчення Єльського університету. Після кількох другорядних ролей, у тому числі Реви Стайлз у фільмі «Хлопці на районі» (1991), Бассетт досягла успіху, зігравши співачку Тіну Тернер у біографічному фільмі «На що здатна любов» (1993), який приніс їй номінацію на премію «Оскар» за найкращу жіночу роль. Вона продовжувала зніматися в багатьох відомих і успішних фільмах, в тому числі; у ролі Бетті Шабаз у фільмах «Малколм Ікс» (1992) і «Пантера» (1995), у ролі Кетрін Джексон у фільмі «Джексони: Американська мрія» (1992), у ролі Волетти Воллес у фільмі «Ноторіус» (2009), у ролі доктора Аманди Воллер у фільмі «Зелений Ліхтар» (2011) та як Коретта Скотт Кінг у фільмі «Бетті й Коретта» (2013). Серед інших її відомих ролей у кіно — Бернандін Харріс у фільмі «Очікування видиху» (1995), Рейчел Константн у стрічці «Контакт» (1997), Стелла Пейн у фільмі «Захоплення Стелли» (1998), Джанет Вільямс у фільмі «Музика серця» (1999), Лінн Джейкобс у фільмах «Падіння Олімпу» (2013) і «Падіння Лондона» (2016), а також королева Рамонда у фільмах «Чорна Пантера» (2018), «Месники: Завершення» (2019) та «Чорна пантера: Ваканда назавжди» (2022).
На телебаченні роль Рози Паркс у телефільмі «Історія Рози Паркс» (2002) принесла їй номінацію на премію «Еммі» за найкращу жіночу роль у мінісеріалі або телефільмі. У 2013 році акторка отримала роль відьми Марі Лаво в третьому сезоні серіалу-антології «Американська історія жахів», за яку отримала другу номінацію на премію «Еммі». У четвертому сезоні шоу вона зіграла Дезіре Дюпрі, за що отримала ще одну номінацію на «Еммі». У п'ятому сезоні вона виконала роль Рамони Рояль, відомої кінозірки. Бассетт повернулася до шостого сезону серіалу, зігравши акторку-алкоголічку Моне Тумусійме, а у восьмому сезоні вона повторила роль Марі Лаво. У 2018 році Бассетт почала продюсувати та зніматися в драматичному серіалі «9-1-1», зігравши сержанта патрульної поліції Афіну Грант.

## Фільмографія
| Рік       |    | Українська назва                         | Оригінальна назва                            | Роль                                                                                         |
| --------- | -- | ---------------------------------------- | -------------------------------------------- | -------------------------------------------------------------------------------------------- |
| 2025      | с  | 9-1-1: Нашвілл                           | 9-1-1: Nashville                             | Виконавчий продюсер                                                                          |
| 2023      | ф  | Дівиця                                   | Damsel                                       | леді Бейфорд                                                                                 |
| 2022      | ф  | Чорна пантера: Ваканда назавжди          | Black Panther: Wakanda Forever               | королева Рамонда                                                                             |
| 2022      | мф | Венделл і Вайлд                          | Wendell & Wild                               | Хеллі (голос)                                                                                |
| 2018—2021 | с  | 9-1-1                                    | 9-1-1                                        | Атена Грант (65 епізодів)                                                                    |
| 2021      | мс | Що якби...?                              | What If...?                                  | королева Рамонда (голос, 1 епізод)                                                           |
| 2021      | ф  | Пороховий коктейль                       | Gunpowder Milkshake                          | Анна Мей                                                                                     |
| 2017—2021 | с  | Нездара в усьому                         | Master of None                               | Кетрін (2 епізоди)                                                                           |
| 2020      | мф | Душа                                     | Soul                                         | Дороті (голос)                                                                               |
| 2020      | кф | Закоханий адвокат                        | Attorneys at Love                            | оповідачка                                                                                   |
| 2019      | с  | Дами жартують по-чорному                 | A Black Lady Sketch Show                     | Мо (1 епізод)                                                                                |
| 2019      | ф  |                                          | Otherhood                                    | Керол Вокер                                                                                  |
| 2019      | ф  | Месники: Завершення                      | Avengers: Endgame                            | Рамонда                                                                                      |
| 2018      | ф  | Бамблбі                                  | Bumblebee                                    | Шаттер (голос)                                                                               |
| 2013—2014 | с  | Американська історія жаху: Шабаш         | American Horror Story: Coven                 | Марі Лаво                                                                                    |
| 2014—2015 | с  | Американська історія жаху: Шоу виродків  | American Horror Story: Freak Show            | Дезіре Дюпрі — тригруда жінка                                                                |
| 2015—2016 | с  | Американська історія жаху: Готель        | American Horror Story: Hotel                 | Рамона Роял                                                                                  |
| 2016      | с  | Американська історія жаху: Роенок        | American Horror Story: Roanoke               | Моне Тумусіме / Лі Міллер                                                                    |
| 2015—2018 | мс | Кінь БоДжек                              | BoJack Horseman                              | Аня Спанікопита (голос, 10 епізодів)                                                         |
| 2018      | ф  | Місія нездійсненна: Фолаут               | Mission: Impossible — Fallout                | Еріка Слоун, директорка ЦРУ                                                                  |
| 2018      | ф  | Чорна Пантера                            | Black Panther                                | Рамонда                                                                                      |
| 2017      | с  |                                          | Underground                                  | акушерка (1 епізод)                                                                          |
| 2016      | с  |                                          | Close to the Enemy (мінісеріал)              | Ева (7 епізодів)                                                                             |
| 2016      | кф |                                          | The Snowy Day                                | Нана (голос)                                                                                 |
| 2016      | ф  | Падіння Лондона                          | London Has Fallen                            | Лінн Джейкобс, директорка Секретної служби США                                               |
| 2015      | вг |                                          | Rainbow Six: Siege                           | Six (голос)                                                                                  |
| 2015      | ф  | Чірак                                    | Chi-Raq                                      | Гелен                                                                                        |
| 2015      | ф  | Допитливий Джордж 3                      | Curious George 3: Back to the Jungle         | д-р Кулінда (голос)                                                                          |
| 2015      | ф  | Уціліла                                  | Survivor                                     | Морін Крейн                                                                                  |
| 2014      | ф  | Білий птах в заметілі                    | White Bird in a Blizzard                     | д-р Тейлер                                                                                   |
| 2013      | ф  | Чорне Різдво                             | Black Nativity                               | Арета Коббс                                                                                  |
| 2013      | ф  | Падіння Олімпу                           | Olympus Has Fallen                           | Лінн Джейкобс, директорка Секретної служби США                                               |
| 2013      | тф | Бетті й Коретта                          | Betty & Coretta                              | Коретта Скотт Кінг                                                                           |
| 2012      | тф |                                          | Rogue                                        | Еліс Варгас                                                                                  |
| 2012      | ф  | Отже, війна                              | This Means War                               | Коллінз, начальниця в ЦРУ                                                                    |
| 2011      | тф |                                          | Identity                                     | Марта Адамс                                                                                  |
| 2011      | ф  | Зелений Ліхтар                           | Green Lantern                                | доктор Аманда Воллер                                                                         |
| 2011      | ф  |                                          | Jumping the Broom                            | пані Вотсон                                                                                  |
| 2010      | мс | Сімпсони                                 | The Simpsons                                 | Мішель Обама (голос, 1 епізод)                                                               |
| 2008—2009 | с  | Швидка допомога                          | ER                                           | Кейт (Кетрін) Бенфілд, лікарка (21 епізод, участь та титри)                                  |
| 2009      | ф  | Ноторіус                                 | Notorious                                    | Волетта Воллес                                                                               |
| 2008      | ф  | Госпер-Гілл                              | Gospel Hill                                  | Сара Малкольм                                                                                |
| 2008      | ф  | Нічого окрім правди                      | Nothing But the Truth                        | Бонні Бенджамін                                                                              |
| 2008      | ф  | Знайомство з Браунами                    | Meet the Browns                              | Бренда                                                                                       |
| 2008      | ф  |                                          | Of Boys and Men                              | Рієта Коул                                                                                   |
| 2007      | мф | Секрет Робінсонів                        | Meet the Robinsons                           | Мілдред (голос)                                                                              |
| 2006      | тф |                                          | Time Bomb                                    | Джилл Греко                                                                                  |
| 2006      | ф  | Випробування Акіли                       | Akeelah and the Bee                          | Таня                                                                                         |
| 2005      | ф  | Mr. & Mrs. Smith                         | Містер і місіс Сміт                          | начальниця містера Сміта (голос)                                                             |
| 2005      | с  | Псевдонім                                | Alias                                        | Гейден Чейз (4 епізоди)                                                                      |
| 2004      | ф  | Містер 3000                              | Mr. 3000                                     | Мо                                                                                           |
| 2004      | ф  | Дитя Лазаря                              | The Lazarus Child                            | д-р Елізабет Чейз                                                                            |
| 2003      | с  | Свобода: Історія США (документальний)    | Freedom: A History of US                     | Мелба Паттільо, журналістка (голос, 1 епізод) / Шеянн Вебб, юна активістка (голос, 1 епізод) |
| 2003      | с  | Шоу Берні Мака                           | The Bernie Mac Show                          | камео (1 випуск)                                                                             |
| 2003      | ф  | Шоу століття                             | Masked and Anonymous                         | Господиня                                                                                    |
| 2002      | ф  |                                          | Sunshine State                               | Дезіре Перрі                                                                                 |
| 2002      | тф | Історія Рози Паркс                       | The Rosa Parks Story                         | Роза Паркс, громадська діячка                                                                |
| 2001      | тф | Ресторанчик Рубі                         | Ruby's Bucket of Blood                       | Рубі Делакруа                                                                                |
| 2001      | ф  | Ведмежатник                              | The Score                                    | Даян                                                                                         |
| 2000      | ф  |                                          | Boesman and Lena                             | Лена                                                                                         |
| 2000      | мф | Пригоди слона                            | Whispers: An Elephant's Tale                 | Кралечка, слониха (голос)                                                                    |
| 2000      | ф  | Супернова                                | Supernova                                    | доктор Каіла Еверс                                                                           |
| 1999      | ф  | Музика серця                             | Music of the Heart                           | Джанет Вільямс, директорка школи                                                             |
| 1999      | мф | Наш друг, Мартін                         | Our Friend, Martin                           | мама Майлза (голос)                                                                          |
| 1998      | ф  | Захоплення Стелли                        | How Stella Got Her Groove Back               | Стелла Пейн                                                                                  |
| 1997      | ф  | Контакт                                  | Contact                                      | Рейчел Константин                                                                            |
| 1995      | ф  | Чекаємо на видих                         | Waiting to Exhale                            | Бернадіна                                                                                    |
| 1995      | ф  | Вампір з Брукліна                        | Vampire In Brooklyn                          | Рита Ведер, детективка                                                                       |
| 1995      | ф  | Дивні дні                                | Strange Days                                 | Мейс (Лорнетт Мейсон)                                                                        |
| 1995      | ф  | Пантера                                  | Panther                                      | д-р Бетті Шабазз                                                                             |
| 1993      | ф  | На що здатна любов                       | What's Love Got to Do with It                | Тіна Тернер                                                                                  |
| 1992      | с  | Джексони: Американська мрія (мінісеріал) | The Jacksons: An American Dream              | Кетрін Джексон                                                                               |
| 1992      | ф  | Малкольм Ікс                             | Malcolm X                                    | д-р Бетті Шабазз                                                                             |
| 1992      | ф  | Невинна кров                             | Innocent Blood                               | прокурорка Сінклер                                                                           |
| 1992      | ф  | Риба пристрасті                          | Passion Fish                                 | Ронда / Доун                                                                                 |
| 1992      | ф  | Зубастики 4                              | Critters 4                                   | Фран                                                                                         |
| 1992      | с  |                                          | Nightmare Cafe                               | Евелін Волл (1 епізод)                                                                       |
| 1991      | тф |                                          | One Special Victory                          | Лоїс                                                                                         |
| 1991      | тф |                                          | Locked Up: A Mother's Rage                   | Віллі                                                                                        |
| 1991      | тф |                                          | The Heroes of Desert Storm                   | л-нт Фібі Джетер                                                                             |
| 1991      | ф  | Хлопці на районі                         | Boyz N The Hood                              | Рева Стайлз                                                                                  |
| 1991      | с  |                                          | Stat                                         | д-р Віллі Бернз (1 епізод)                                                                   |
| 1991      | тф |                                          | Fire: Trapped on the 37th Floor              | Елісон                                                                                       |
| 1991      | ф  | Місто надії                              | City of Hope                                 | Ріша                                                                                         |
| 1991      | с  | Флеш (1990—1991)                         | The Flash                                    | Лінда Лейк (1 епізод)                                                                        |
| 1991      | тф |                                          | Line of Fire: The Morris Dees Story          | Пет                                                                                          |
| 1990      | ф  | Дитсадковий поліцейський                 | Kindergarten Cop                             | стюардеса                                                                                    |
| 1990      | тф |                                          | In the Best Interest of the Child            | Лорі                                                                                         |
| 1990      | тф |                                          | Perry Mason: The Case of the Silenced Singer | Карла Пітерс                                                                                 |
| 1990      | с  |                                          | Equal Justice                                | Джанет Філдс (1 епізод)                                                                      |
| 1990      | тф |                                          | Challenger                                   | Шеріл Макнейр                                                                                |
| 1990      | с  |                                          | Snoops                                       | Лора Гейл (1 епізод)                                                                         |
| 1990      | с  | Родина шпигунів (мінісеріал)             | Family of Spies                              | Бев Андресс (2 епізоди)                                                                      |
| 1990      | с  | Нація прибульців                         | Alien Nation                                 | Рене Лонгстріт (1 епізод)                                                                    |
| 1989      | с  |                                          | Thirtysomething                              | Кейт Геррітон (1 епізод)                                                                     |
| 1989      | с  |                                          | 227                                          | Емі Бернетт (1 епізод)                                                                       |
| 1989      | с  |                                          | Tour of Duty                                 | л-нт Камілла Паттерсон (2 епізоди)                                                           |
| 1989      | с  |                                          | A Man Called Hawk                            | Бейлі Вебстер (3 епізоди)                                                                    |
| 1989      | с  |                                          | Heartbeat                                    | Жанет Колдер, медсестра (1 епізод)                                                           |
| 1985—1988 | с  | Шоу Косбі                                | The Cosby Show                               | Сара / місіс Мітчелл (2 випуски)                                                             |
| 1987      | с  |                                          | Leg Work                                     | д-р Гріффін (1 епізод)                                                                       |
| 1987      | с  |                                          | The Guiding Light                            | Анджела (1 епізод)                                                                           |
| 1986      | тф |                                          | Liberty                                      | Лінда Торнтон                                                                                |
| 1986      | ф  | Ілюзія вбивства                          | F/X                                          | телерепортерка                                                                               |
| 1985      | с  | Подвійні неприємності (мінісеріал)       | Doubletake                                   | проститутка                                                                                  |
| 1985      | с  |                                          | Spenser: For Hire                            | Еліс (епізод «The Choice»)                                                                   |
| 1985      | с  |                                          | Search for Tomorrow                          | Саліна Мак-Кулла (10 епізодів)                                                               |
| 1975      | с  |                                          | Ryan's Hope                                  | Леоні Піч (1987)                                                                             |